# Kwasowo

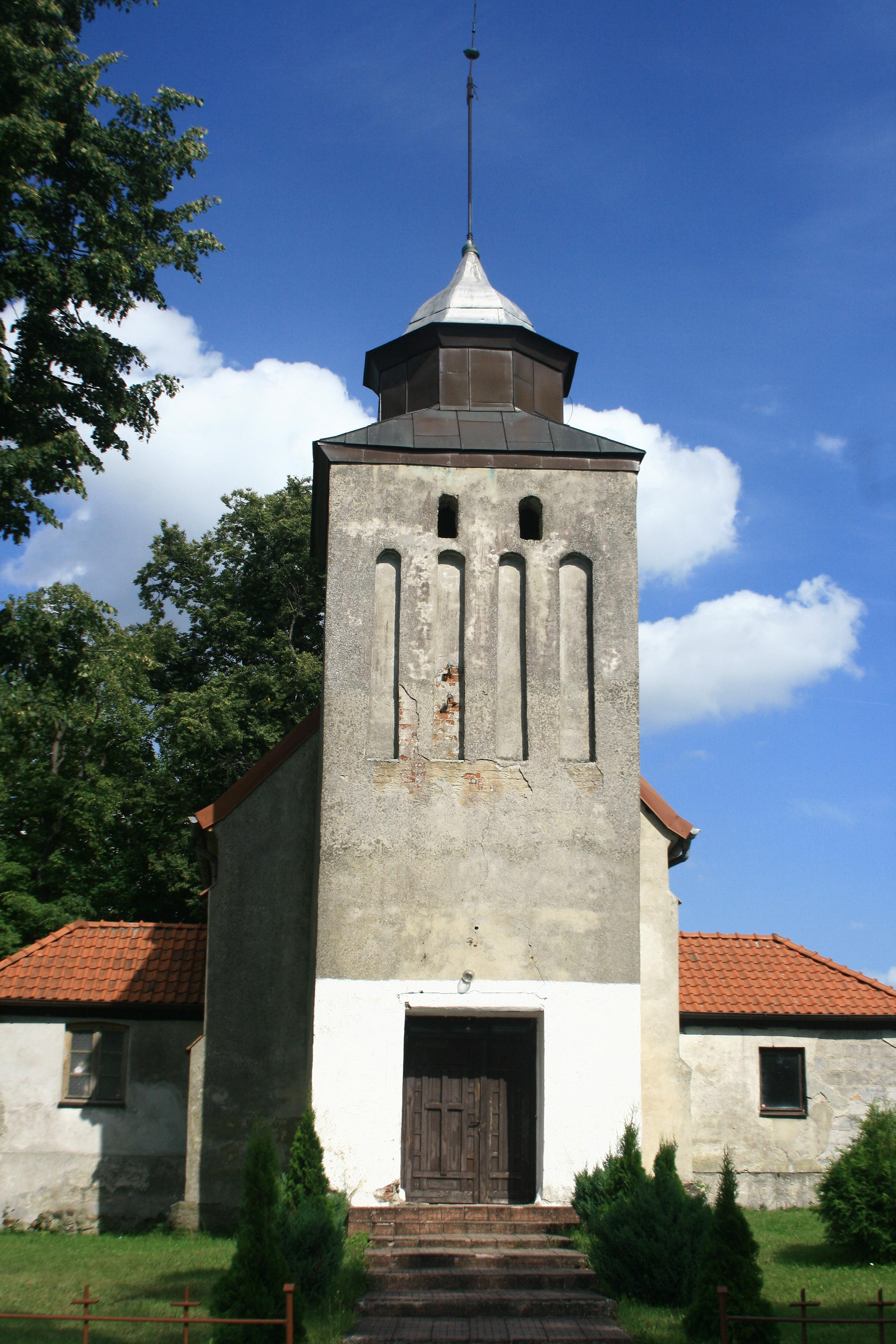
Kościół filialny. p.w. Niepokalanego Serca NMP, XVI, XVIII w.

Kwasowo – (niem.: Quatzow) wieś w Polsce położona w województwie zachodniopomorskim, w powiecie sławieńskim, w gminie Sławno przy drodze wojewódzkiej nr 205.
W latach 1975–1998 miejscowość administracyjnie należała do województwa słupskiego.
We wsi znajdują się:
- barokowy kościół ceglano-szachulcowy z XVIII w. wieżą z ośmioboczną nadstawą z hełmem dzwonowym z XVI w.[3], trójbocznie zamknięty, otoczony starymi lipami[4].
- dwór z początku XIX w, otoczony resztkami parku w stylu angielskim. Obecnie przeznaczony na mieszkania dla kilkunastu rodzin[5].